# Luis Gasca
Luis María Francisco Gasca Burges (San Sebastián, 17 de septiembre de 1933-San Sebastián, 6 de julio de 2021) fue un editor estudioso español del cómic y el cine. Dirigió el Festival Internacional de Cine de San Sebastián y pertenece, con Antonio Lara y Antonio Martín, a la primera generación española de teóricos del cómic; su colección, una de las mayores del mundo, fue adquirida por el centro cultural Koldo Mitxelena.

## Biografía
Licenciado en Derecho por la Universidad de Zaragoza, escribió libros como Tebeo y cultura de masas (1966) y lanzó la primera revista sobre historietas de España, Cuto (1967). Formó parte del Centre d`Etude des Littératures d`Expression Graphique y fue uno de los fundadores del Salone Internazionale dei Comics de Bordighera (Italia) en 1965, junto a Alain Resnais, Umberto Eco, Romano Calisi, Francis Lacassin, Jacques Lob y Rino Albertarelli, que sería el germen del futuro Salón de Lucca. Llegó a ser Secretario General Adjunto de la Asociación Internacional de Críticos del Cómic y de la Federación Internacional de Centros de Investigación del Cómic.
Durante la década de los setenta, colaboró con la revista Bang! y dirigió las editoriales Buru Lan y Pala, convirtiéndose así en el responsable de la reedición de clásicos del cómic estadounidense y de revistas como "Drácula". Firmando como Sadko, escribió para esta revista dos series, Agar-Agar, con dibujos de Alberto Solsona y Wolff, con dibujo de Esteban Maroto. Al mismo tiempo, dirigió el Festival Internacional de Cine de San Sebastián.
En 1983 presentó El erotismo en el cine, una enciclopedia sobre el cine erótico. Y en 1995 publica Cary Grant. El gran seductor.
Ha comisariado más de 50 exposiciones sobre cine, cómic y cultura de la imagen, destacando las dedicadas a Mickey Mouse en Angoulême (1979), Tokio (1981), Roma (1993) y Madrid (1994). 
Con Román Gubern publicó las monografías El discurso del cómic (1988, reeditada y ampliada en 2011), Diccionario de onomatopeyas del cómic (2008), Enciclopedia erótica del cómic (2012) y El universo fantástico del cómic (2015). También ha colaborado con el historiador Asier Mensuro en la monografía La pintura en el cómic (2014). 
En 2004 comenzaron los contactos entre el crítico y la Diputación Foral de Guipúzcoa, que condujeron 7 años después a la inauguración de la Komikiak-Colección Gasca Bilduma en la biblioteca del Koldo Mitxelena.

## Valoración
Otro estudioso, Jesús Cuadrado, ha lamentado los errores presentes en su datografía, los cuales, dado su prestigio, se han perpetuado en las tesinas universitarias del país.

## Premios
Medallas del Círculo de Escritores Cinematográficos
| Año  | Categoría   | Obra                   | Resultado |
| ---- | ----------- | ---------------------- | --------- |
| 1969 | Mejor libro | Cine y ciencia ficción | Ganador   |